# Дебатик
«Дебатик» (алб. Debatik) — албанский чёрно-белый художественный фильм 1961 года, снятый режиссёрами Хисеном Хакани и Гезимом Эребара на киностудии Kinostudio Shqiperia e Re. Один из первых полнометражных художественных фильмов албанской кинематографии. Первый художественный фильм режиссёра Хакани.

## Сюжет
Действие фильма происходит во время итальянской оккупации Албании и посвящён зарождению молодежной антифашистской организации - ДЕБАТИК (алб. Djemtë E Bashkuar Anëtarë Të Ideve Komunist), основанной в 1942 году и действовавшей в годы Второй мировой войны. Сирота Кола присоединяется к организации, но вскоре, выданный провокатором, погибает от рук фашистов, успев предупредить учителя-коммуниста, об опасности провала организации.

## В ролях
- Шпетим Зани — Кола
- Димитер Пекани — Агими
- Пеллумб Дервиши — Генча
- Сулейман Питарка — учитель
- Сеит Бошняку — Теренте Франко
- Гьон Карма — Джорджо
- Лазер Влаши — прокурор
- Сандер Проси — директор школы
- Роланд Требицка — Коста
- Лоро Ковачи — итальянец Дрейтори
- Ндрек Шкези — лавочник
- Скендер Пласари —  Скендери
- Джеранкина Османллиу —  Меруджи
- Бесим Левонжа — дядя Лими
- Бенхур Тила — Агрони
- Марио Ашику — Астити
- Луиджина Лека — Шпреса
- Кенан Торо — провокатор
- Тонин Канчи — капитан Бруно
- Виолета Мануши — мать Агрона

Фильм был отмечен на 15-м Международном кинофестивале в Салерно в 1985 году, где был организован ретроспективный показ албанских фильмов.